# 四氰锌酸钾
四氰锌酸钾（化学式：K2Zn(CN)4），又称锌氰酸钾、氰化锌钾。

## 性质
溶于水、乙醇或液氨。它的立方晶体结构是正常尖晶石型，具有与碳或氮相邻的四配位锌。在液氨中用钠还原四氰锌酸钾只能沉淀出金属锌。

## 制取
由氰化锌溶于氰化钾溶液中，然后蒸发而得。
{\displaystyle {\rm {\ Zn(CN)_{2}+2KCN\rightarrow K_{2}[Zn(CN)_{4}];\ \ \ \ K=10^{17}}}}